# Ошла (посёлок)
Ошла (мар. Ошла) — посёлок в Медведевском районе Республики Марий Эл. Входит в состав Нурминского сельского поселения.

## География
Посёлок находится у железнодорожной линии на Яранск, на расстоянии приблизительно 20 км (по прямой) к северо-западу от города Йошкар-Ола, столицы республики.

### Часовой пояс
Посёлок Ошла, как и вся Республика Марий Эл, находится в часовой зоне МСК (московское время). Смещение применяемого времени относительно UTC составляет +3:00.

## История
Образован в 1936 году как поселение железнодорожников, позднее — лесоучасток. В 1941—1954 годах рядом с посёлком действовала колония. С 1953 года стал работать детский дом. В 1959 году население посёлка составляло 305 человек. С закрытием детского дома зафиксирован отток населения. В настоящее время Ошла — дачный посёлок, большая часть домов принадлежит дачникам.

## Население
| 2010 | 2011 | 2013 | 2021 |
| ---- | ---- | ---- | ---- |
| 22   | ↗30  | ↗37  | ↗40  |

### Национальный состав
Согласно результатам переписи 2002 года, в национальной структуре населения русские составляли 70 % из 23 чел., мари — 30 %.